# Portugalia na Letnich Igrzyskach Olimpijskich 1956
Portugalię na Letnich Igrzyskach Olimpijskich 1956 reprezentowało 12 zawodników (sami mężczyźni). Był to dziewiąty start reprezentacji Portugalii na letnich igrzyskach olimpijskich.

## Skład kadry

### Jeździectwo
- Henrique Callado – skoki przez przeszkody indywidualnie – 7. miejsce,
- Rodrigo da Silveira – skoki przez przeszkody indywidualnie – nie ukończył konkurencji,
- João Azevedo – skoki przez przeszkody indywidualnie – nie ukończył konkurencji,
- Henrique Callado, João Azevedo, Rodrigo da Silveira – skoki przez przeszkody drużynowo – nie ukończyli konkurencji,
- Fernando Cavaleiro – WKKW indywidualnie – 34. miejsce,
- Joaquim Silva – WKKW indywidualnie – 29. miejsce,
- Álvaro Sabbol – WKKW indywidualnie – nie ukończył konkurencji,
- Fernando Cavaleiro, Álvaro Sabbol, Joaquim Silva – WKKW drużynowo – nie ukończyli konkurencji,
- António de Almeida – ujeżdżenie indywidualnie – 12. miejsce,

### Żeglarstwo
- Duarte Manuel Bello, José Silva – klasa Star – 4. miejsce,
- Bernardo d'Almeida, Count de Caria, Carlos Lourenço, Sérgio Marques – klasa Dragon – 13. miejsce,